# Mytilina mucronata
Mytilina mucronata är en hjuldjursart som först beskrevs av Müller 1773. Enligt Catalogue of Life ingår Mytilina mucronata i släktet Mytilina och familjen Mytilinidae, men enligt Dyntaxa är tillhörigheten istället släktet Mytilina och familjen Brachionidae. Arten är reproducerande i Sverige.

## Underarter
Arten delas in i följande underarter:
- M. m. longicauda
- M. m. mucronata
- M. m. spinigera
- M. m. sumatrana